# Golfo de Ciparisia
El golfo de Ciparisia (en griego: Κυπαρισσιακός Κόλπος, Kyparissiakos Kolpos) es un golfo de Grecia del mar Jónico, localizado en la costa occidental de la  península del Peloponeso. Es un entrante alargado y ligeramente curvado  que se encuentra entre el cabo Katakolo, en el extremo norte, y el cabo Konello, en el sur. Varias ciudades y localidades se han emplazado en sus orillas: cerca del extremo norte, la ciudad de Pirgos —la capital de la unidad periférica de Élide—; en el centro, la localidad termal de Kaiafas y los pueblos de Kalo Nero y Zacharo; y en el extremo sur, la ciudad que le da nombre, Ciparisia. Desembocan en el golfo los ríos Alpheios y Neda. Su parte sur es también una de las principales zonas de reproducción de la tortuga boba (Caretta caretta), una especie en peligro de extinción.
Durante la Edad Media y hasta el siglo XIX, este golfo era conocido como el golfo de Arcadia.
El golfo es recorrido por la ruta europea E-55 (que va desde Helsingborg a Kalamata) y la interestatal GR-9.

## Galería de imágenes

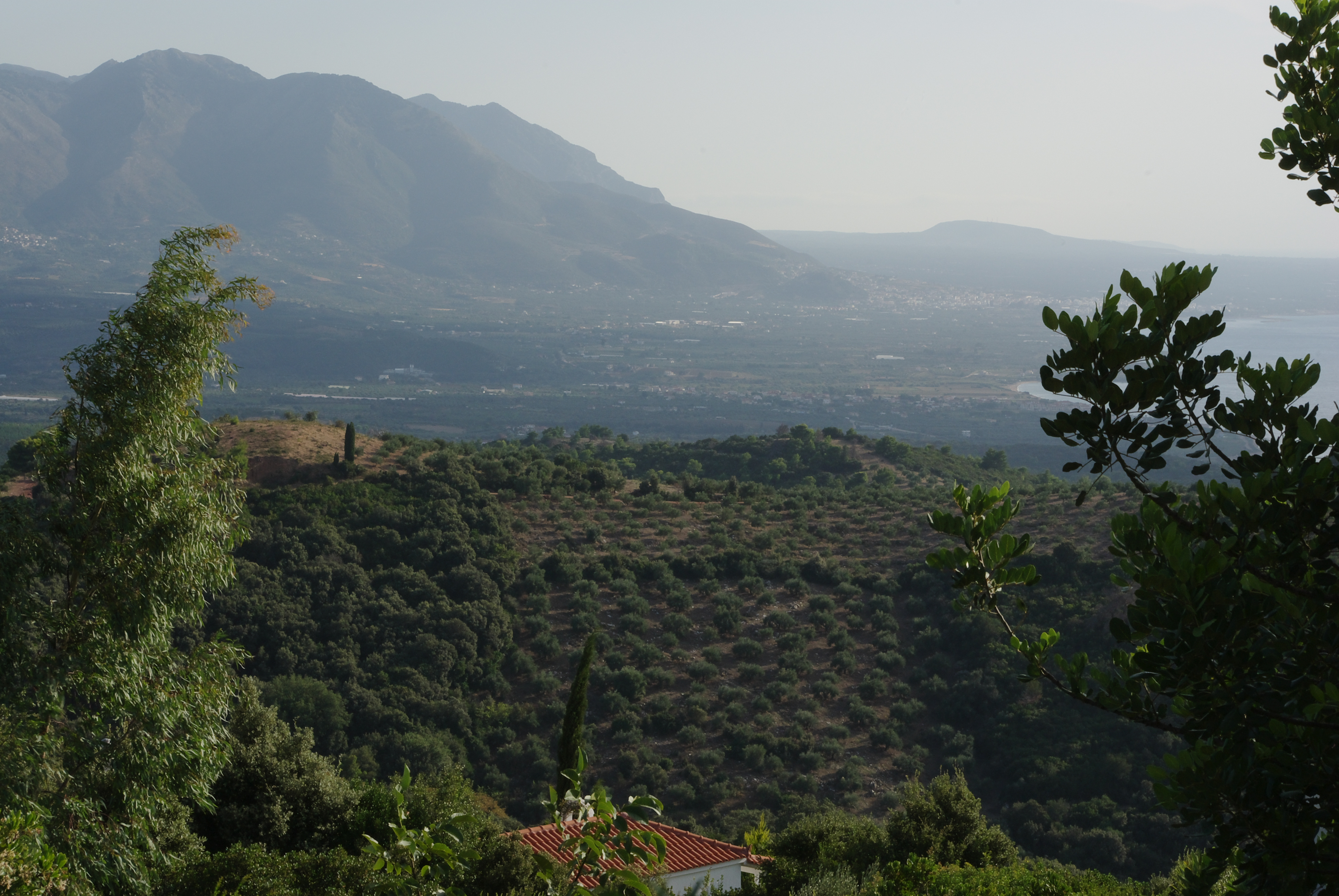
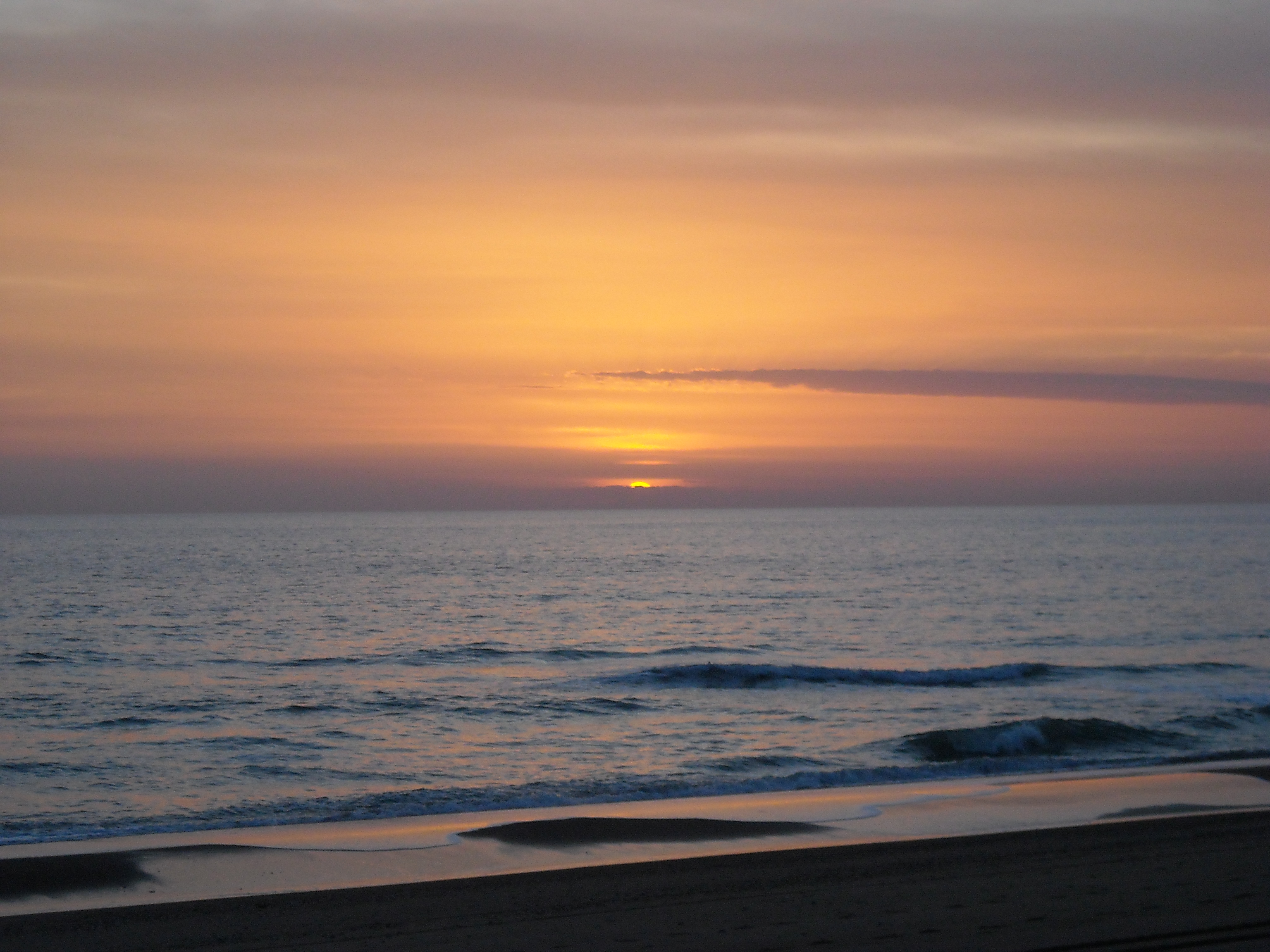
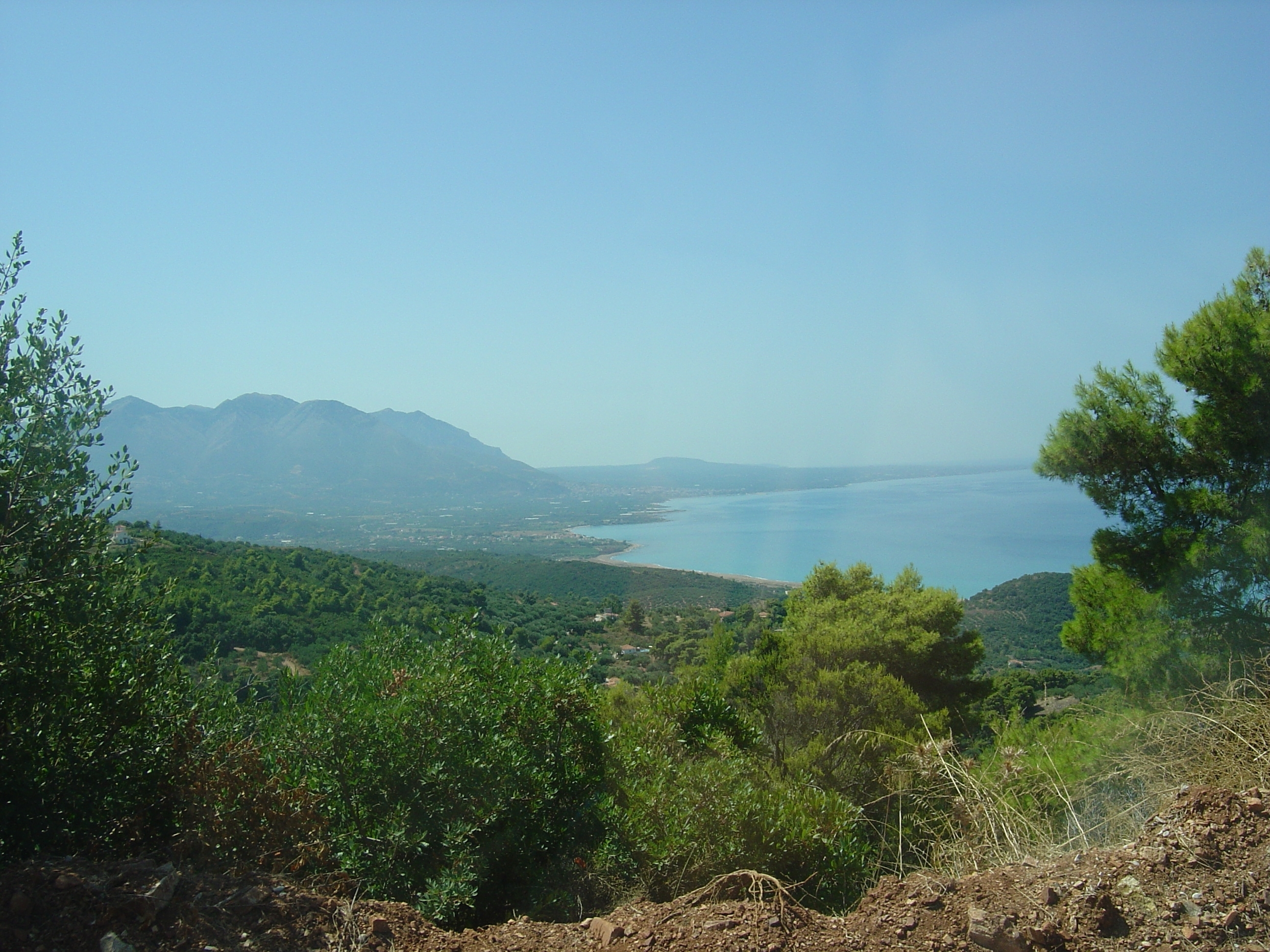
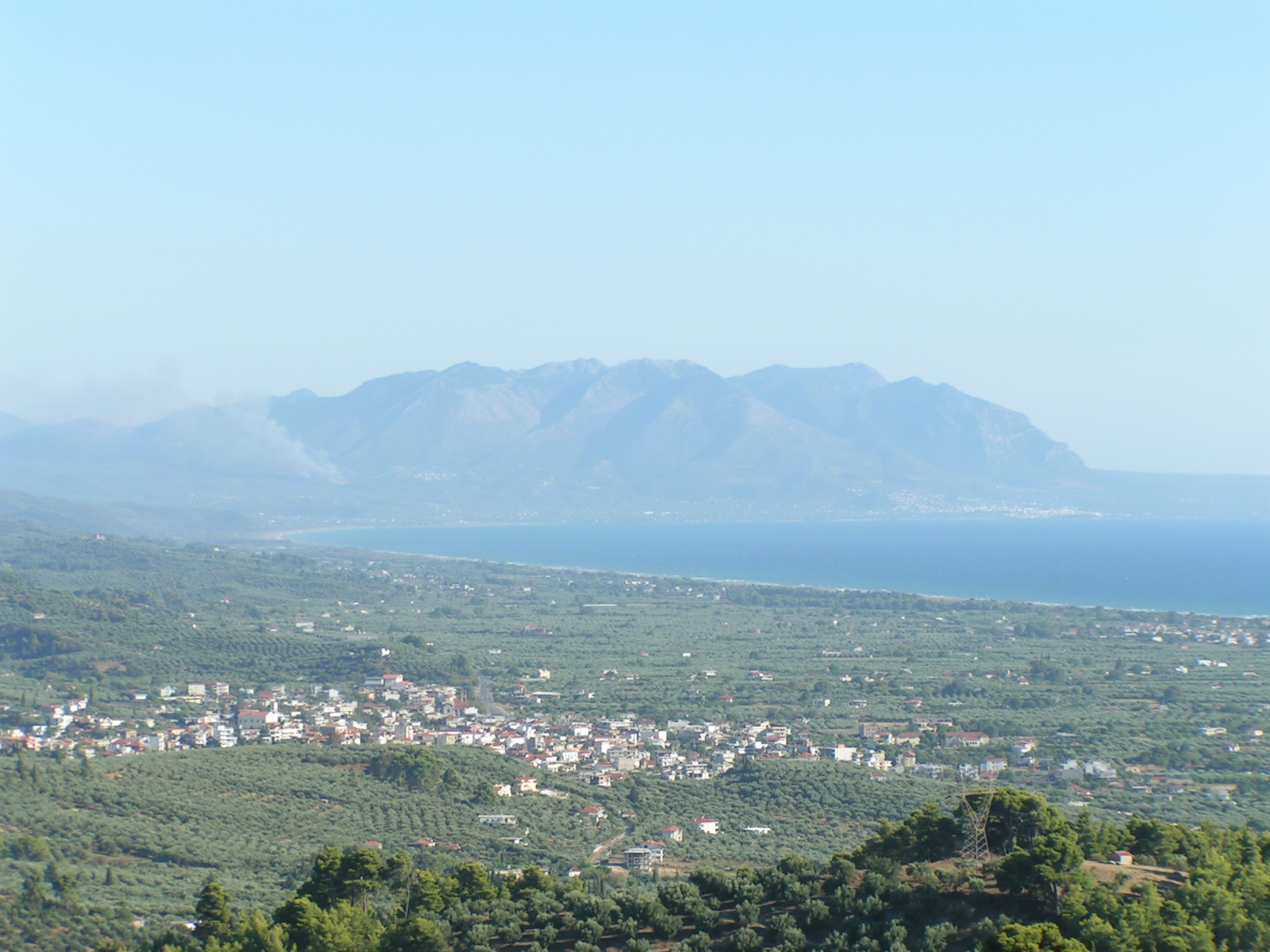